# Bembidion rusticum
Bembidion rusticum är en skalbaggsart som beskrevs av Thomas Casey. Bembidion rusticum ingår i släktet Bembidion och familjen jordlöpare. Inga underarter finns listade i Catalogue of Life.